# Westcombe Park
Westcombe Park is een wijk in het zuidoosten van de Britse hoofdstad Londen, in de Royal Borough of Greenwich. Het bestaat in feite uit een woonwijk, die meestal tot Blackheath gerekend wordt. Samen met het deel van Blackheath dat bij Greenwich behoort, vormt het een ward (lokaal kiesdistrict), Blackheath Westcombe gehetend.
In Westcombe Park liggen twee treinstations aan de North Kent Line: het Station Westcombe Park en het Station Maze Hill. Beide worden bediend door treinen van Southeastern.

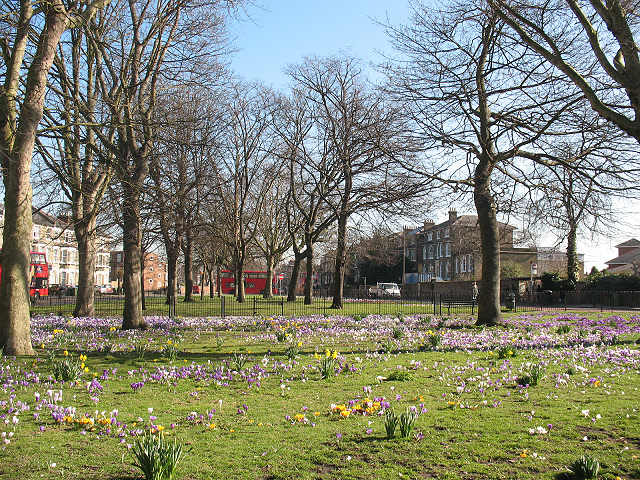
Batley Park
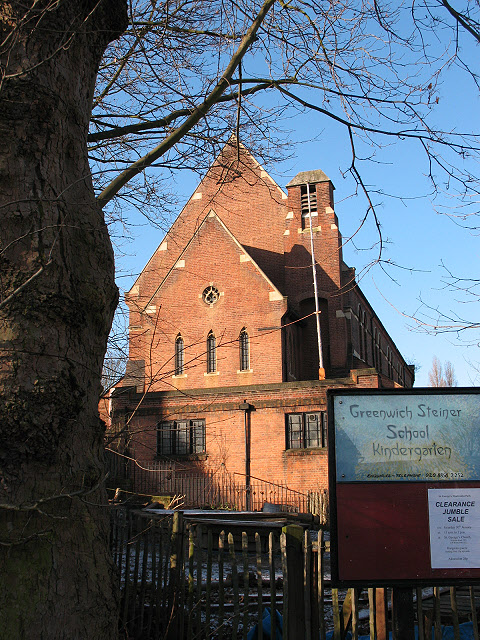
St George's Church
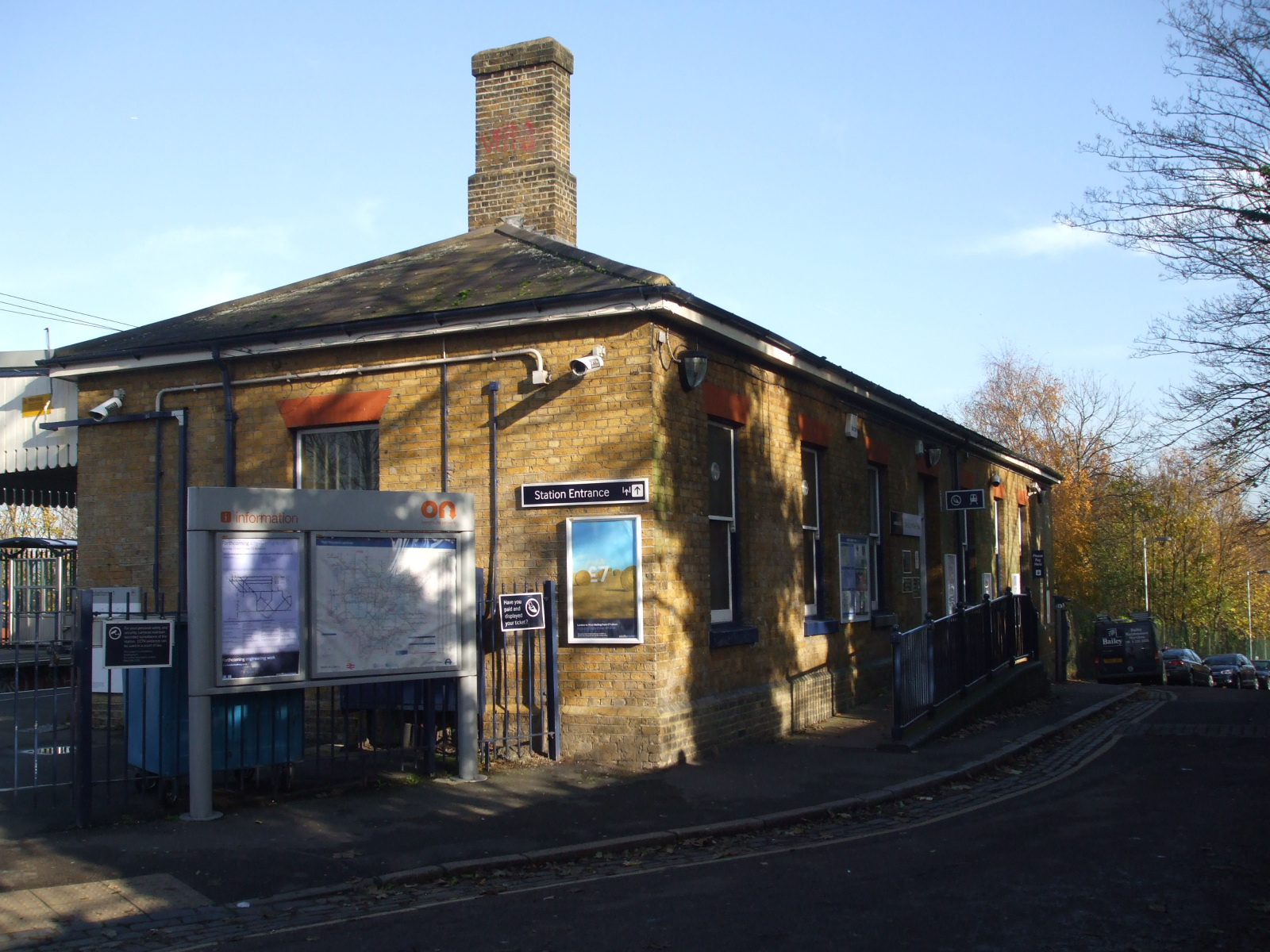
Stationsgebouw